# Baleazarre
Nella versione di Fénelon di un noto mito greco,  Baleazarre  (Baléazar) era il nome di un figlio di Pigmalione e Astarbea.

## Il mito
Astarbea, regina di Tiro, ambiziosa e folle uccise avvelenando e poi strangolando il proprio marito. Già in precedenza aveva cercato di uccidere Baleazarre, corrompendo i marinai che dovevano condurlo a Samo, perché lo facessero annegare. Sfuggito alla morte, fece poi ritorno in patria e vendicò il padre, imprigionando Astarbea, che, condannata alla morte sul rogo, preferì avvelenarsi. In seguito a ciò, Baleazarre divenne re, amato dalla popolazione per la sua mitezza e giustizia, che contrastava con la malvagità e la violenza del padre e della madre.

### Moderna
- Angela Cerinotti, Miti greci e di roma antica, Prato, Giunti, 2005, ISBN 88-09-04194-1.
- Anna Maria Carassiti, Dizionario di mitologia classica, Roma, Newton, 2005, ISBN 88-8289-539-4.